# Habbo
Habbo （ハボ） は、フィンランドのSulakeが開発および運営を行なっているソーシャル・ネットワーキング・サービス。開始当初の名称はHabboホテル （英: Habbo Hotel）。
日本では2003年2月のサービス開始から、2006年までの3年間はイマヒマ、それ以降はHabboジャパンが運営してきたが、2009年4月16日21時をもってサービス終了した。

## 概要
クォータービューのドット絵で表現された仮想空間上で、自分の分身であるアバターを利用したコミュニケーションを行える。
ゲームクライアントは、2009年ごろまではAdobe Shockwave Playerで動作していたが、現在はAdobe Flash Player上で動作するものに切り替えられている。

## 世界での展開

### 運営中
| 国名         | URL          | サービス開始日 |
| ------------ | ------------ | -------------- |
| フィンランド | habbo.fi     | 2000年8月      |
| スペイン     | habbo.es     | 2003年9月      |
| イタリア     | habbo.it     | 2003年9月      |
| オランダ     | habbo.nl     | 2004年2月      |
| ドイツ       | habbo.de     | 2004年4月      |
| フランス     | habbo.fr     | 2004年11月     |
| ブラジル     | habbo.com.br | 2006年2月      |
| 英語圏       | habbo.com    | 2010年5月5日   |
| トルコ       | habbo.com.tr | 2012年8月      |

### サービス終了
| 国名                                    | URL                  | サービス開始日 | サービス終了日 |
| --------------------------------------- | -------------------- | -------------- | -------------- |
| イギリス、アイルランド （英語版へ統合） | habbo.co.uk habbo.ie | 2001年1月4日   | 2010年6月10日  |
| スイス （サービス終了）                 | habbo.ch             | 2001年8月      | 2010年10月4日  |
| 日本 （サービス終了）                   | habbo.jp             | 2003年2月4日   | 2009年4月16日  |
| スウェーデン                            | habbo.se             | 2003年12月     | 2015年4月29日  |
| カナダ （英語版へ統合）                 | habbo.ca             | 2004年6月9日   | 2010年5月5日   |
| ノルウェー                              | habbo.no             | 2004年6月24日? | 2015年4月29日  |
| アメリカ （英語版へ統合）               | habbo.com            | 2004年9月2日   | 2010年6月10日  |
| オーストラリア （英語版へ統合）         | habbo.com.au         | 2004年11月     | 2010年6月2日   |
| シンガポール （英語版へ統合）           | habbo.com.sg         | 2004年12月     | 2010年6月4日   |
| デンマーク                              | habbo.dk             | 2004年12月     | 2015年4月29日  |
| 中国 （サービス終了）                   | habbo.cn             | 2006年7月      | 2007年8月24日  |
| ロシア （英語版へ統合）                 | habbo.ru             | 2007年9月      | 2009年2月6日   |

## 日本での展開
- 2003年
  - 2月4日 - 『Habboホテル』が月額300円の有料サービスとして開始[8][脚注 1]。
  - 7月14日 - 利用料が無料になり、無料で参加できるようになる[9]。
  - 12月27日 - 『Habboホテル』がWeb of the Year 2003の新人賞19位に入賞[10]。
- 2004年
  - 9月25日 - イマヒマがHabboホテルを東京ゲームショウ2004に出展[11]。
- 2005年
  - 6月4日 - スカイ・スウィートナムによるトークイベントが開催される。
  - 8月22日 - Gorillazによるトークイベントが開催される。
- 2006年
  - 2月1日 - Habboホテルジャパン株式会社が設立される。
  - 日付不詳 - 運営がイマヒマからHabboホテルジャパンに移管。
- 2007年
  - 1月17日 - URLがhabbohotel.jpからhabbo.jpに変更[12]。
  - 7月3日 - 営業時間が縮小（午後3時～午後6時の間営業を停止）[13]。
  - 11月29日 - 公式サイトがリニューアルされ、名称が『Habbo』に変更。
  - 12月3日 - インデックス・ホールディングス（当時）とHabboホテルジャパンが、サービス強化及びモバイル展開のために業務提携を行う[14]。
- 2008年
  - 3月20日 - 営業時間が拡大され、24時間営業に戻る。
  - 8月1日 - 「Habboホテルジャパン」から「Habboジャパン」に社名変更。
  - 9月26日 - Skyによるトークイベントが開催される[15][16]。
  - 10月29日 - Lordiによるトークイベントが開催される[17]。
  - 11月10日 - smileによるトークイベントが開催される[18]。
  - 11月4日 - 営業時間が縮小される（午前2時～午前8時の間営業を停止）。
- 2009年
  - 2月20日 - 営業時間が縮小される（午前0時～午前10時の間営業を停止）。
  - 3月11日 - 日本でのサービスを終了することを発表[3][4]。それに伴いユーザーサポートが終了。
  - 3月12日 - 閉鎖に伴い、営業時間が縮小（午後9時～午後0時の間営業を停止）。
  - 3月16日 - ポイントの販売終了。
  - 4月16日 - 21時をもってサービス終了。